# Dyrektywa w sprawie rynków instrumentów finansowych
Dyrektywa w sprawie rynków instrumentów finansowych (ang. Markets in Financial Instruments Directive, MiFID) – obowiązujące od 30 kwietnia 2004 prawo dotyczące 30 państw Europejskiego Obszaru Gospodarczego (27 członków Unii Europejskiej oraz Liechtenstein, Norwegia, Islandia), którego główne cele ustanowienia to zwiększenie i regulacja konkurencji rynkowej oraz ochrony klientów na europejskich rynkach finansowych usług inwestycyjnych.
Dyrektywa Unii Europejskiej 2004/39/EC MIFiD została uchwalona w roku 2004 zastępując Dyrektywę o Usługach Inwestycyjnych z roku 1993.
Wytyczne MiFID obejmują wszystkie banki, brokerów, giełdy, doradców inwestycyjnych i większość instytucji świadczących usługi finansowe na rynku kapitałowym.
Instrumenty finansowe, do których mają zastosowanie przepisy MiFID to zbywalne papiery wartościowe (w tym akcje), instrumenty rynku pieniężnego, jednostki funduszy inwestycyjnych, walutowe kontrakty terminowe typu forward, walutowe transakcje opcyjne, umowy terminowe na stopę procentową oraz instrumenty pochodne dotyczące przenoszenia ryzyka kredytowego.
Dyrektywa MiFID została uchylona w 2014 r. przez Dyrektywę Parlamentu Europejskiego i Rady 2014/65/UE z dnia 15 maja 2014 r. w sprawie rynków instrumentów finansowych oraz zmieniająca dyrektywę 2002/92/WE i dyrektywę 2011/61/UE - czyli tzw. Dyrektywę MIFID II. 